# Kopjetrast
Kopjetrast (Pinarornis plumosus) är en fågel i familjen trastar inom ordningen tättingar. Den förekommer i södra Afrika. Beståndet anses vara stabilt.

## Utseende och läte
Kopjetrasten är en 23–27 cm lång udda trast med proportionellt litet huvud och en lång och bred stjärt med vita spetsar (utom på mittersta stjärtpennorna). Fjäderdräkten är i övrigt sotfärgad, förutom vita fläckar i vingarna som dock bara ses i flykten. Ungfågeln är ljusare. Bland lätena hörs olika ljusa visslingar och drillar, ofta liknade vid ett gnissligt hjul.

## Utbredning och systematik
Fågeln förekommer från sydöstra Zambia till Botswana, södra Malawi, Zimbabwe och Moçambique. Den behandlas som monotypisk, det vill säga att den inte delas in i några underarter.

### Släktskap
Kopjetrasten placeras som enda art i släktet Pinarornis. Tidigare ansågs den tillhöra familjen flugsnappare och kallades då kopjeskvätta på svenska. Genetiska studier från 2020 visade dock att den tillhör en basal klad bland trastarna (Turdidae), närmast rosttrastarna i Neocossyphus och Stizorhina.

## Levnadssätt
Kopjetrasten hittas i klippiga granitutsprång i öppna skogar, framför allt i mopane och miombo. Par och familjegrupper hoppar fram bland träd och klippblock med stjärten ofta rest eller utbredd.

## Status
Arten har ett stort utbredningsområde och beståndet anses stabilt. Internationella naturvårdsunionen IUCN listar den därför som livskraftig (LC).

## Namn
Kopje är en benämning på berg med platt topp i södra Afrika, framför allt i Sydafrika.